# جیووانی زارفینو
خورخه  جیووانی زارفینو کالاندریا (زاده ۸ اکتبر ۱۹۹۱) بازیکن فوتبال اروگوئه ای که در پست هافبک مرکزی بازی می کند .
1. ↑  "Giovanni Zarfino - Player profile". www.transfermarkt.com (به انگلیسی). Retrieved 2024-09-09.